# ليونيل شاربونييه
ليونيل شاربونييه (بالفرنسية: Lionel Charbonnier)‏ (مواليد 25 أكتوبر 1966) هو لاعب كرة قدم. يلعب مع منتخب فرنسا لكرة القدم. سبق له أن لعب في كأس العالم لكرة القدم مع منتخب بلاده.

## روابط خارجية
- ليونيل شاربونييه على موقع الاتحاد الدولي (مؤرشف)  (الإنجليزية)
- ليونيل شاربونييه على موقع قاعدة بيانات كرة القدم.إي يو (الإنجليزية)
- ليونيل شاربونييه على موقع ليكيب (الفرنسية)
- ليونيل شاربونييه على موقع ناشيونال فوتبول تيمز (الإنجليزية)
- ليونيل شاربونييه على موقع عالم كرة القدم.نت (الإنجليزية)